# Lijst van nummer 1-hits in Duitsland in 1992
Deze hits stonden in 1992 op nummer 1 in de Musikmarkt Top 100, de bekendste hitlijst in Duitsland.
| Datum        | Artiest                   | Titel                      |
| ------------ | ------------------------- | -------------------------- |
| 3 januari    | Salt-N-Pepa               | Let's Talk About Sex       |
| 10 januari   | Salt-N-Pepa               | Let's Talk About Sex       |
| 17 januari   | Salt-N-Pepa               | Let's Talk About Sex       |
| 24 januari   | U 96                      | Das Boot                   |
| 31 januari   | U 96                      | Das Boot                   |
| 7 februari   | U 96                      | Das Boot                   |
| 14 februari  | U 96                      | Das Boot                   |
| 21 februari  | U 96                      | Das Boot                   |
| 28 februari  | U 96                      | Das Boot                   |
| 6 maart      | U 96                      | Das Boot                   |
| 13 maart     | U 96                      | Das Boot                   |
| 20 maart     | U 96                      | Das Boot                   |
| 27 maart     | U 96                      | Das Boot                   |
| 3 april      | U 96                      | Das Boot                   |
| 10 april     | U 96                      | Das Boot                   |
| 17 april     | U 96                      | Das Boot                   |
| 24 april     | Mr. Big                   | To Be with You             |
| 1 mei        | Mr. Big                   | To Be with You             |
| 8 mei        | Mr. Big                   | To Be with You             |
| 15 mei       | Mr. Big                   | To Be with You             |
| 22 mei       | Snap!                     | Rhythm Is a Dancer         |
| 29 mei       | Snap!                     | Rhythm Is a Dancer         |
| 5 juni       | Snap!                     | Rhythm Is a Dancer         |
| 12 juni      | Snap!                     | Rhythm Is a Dancer         |
| 19 juni      | Snap!                     | Rhythm Is a Dancer         |
| 26 juni      | Snap!                     | Rhythm Is a Dancer         |
| 3 juli       | Snap!                     | Rhythm Is a Dancer         |
| 10 juli      | Snap!                     | Rhythm Is a Dancer         |
| 17 juli      | Snap!                     | Rhythm Is a Dancer         |
| 24 juli      | Snap!                     | Rhythm Is a Dancer         |
| 31 juli      | Dr. Alban                 | It's My Life               |
| 7 augustus   | Dr. Alban                 | It's My Life               |
| 14 augustus  | Dr. Alban                 | It's My Life               |
| 21 augustus  | Dr. Alban                 | It's My Life               |
| 28 augustus  | Dr. Alban                 | It's My Life               |
| 4 september  | Dr. Alban                 | It's My Life               |
| 11 september | Dr. Alban                 | It's My Life               |
| 18 september | Dr. Alban                 | It's My Life               |
| 25 september | Inner Circle              | Sweat (A La La La La Long) |
| 2 oktober    | Inner Circle              | Sweat (A La La La La long) |
| 9 oktober    | Inner Circle              | Sweat (A La La La La long) |
| 16 oktober   | Inner Circle              | Sweat (A La La La La long) |
| 23 oktober   | Inner Circle              | Sweat (A La La La La long) |
| 30 oktober   | Inner Circle              | Sweat (A La La La La long) |
| 6 november   | Inner Circle              | Sweat (A La La La La long) |
| 13 november  | Inner Circle              | Sweat (A La La La La long) |
| 20 november  | Inner Circle              | Sweat (A La La La La long) |
| 27 november  | Inner Circle              | Sweat (A La La La La long) |
| 4 december   | Inner Circle              | Sweat (A La La La La long) |
| 11 december  | Inner Circle              | Sweat (A La La La La long) |
| 18 december  | Captain Hollywood Project | More and More              |
| 25 december  | Captain Hollywood Project | More and More              |